# Eleuteten
Die Eleuteten (lateinisch Eleuteti) waren ein keltischer Stamm, der an den Ufern des Flusses Aveyron in der römischen Provinz Gallia Aquitana im heutigen Département Aveyron in Südfrankreich lebte. Sie werden manchmal als Unterstamm der Kadurker unter dem Namen Eleuteti Cadurci bezeichnet.
Der Arvernerfürst Vercingetorix hatte 52 v. Chr. auch die Eleuteten zur Teilnahme am gesamtgallischen Krieg bewegen können. Zusammen mit anderen südgallischen Stämmen stellten sie unter der Führung der Arverner im Entsatzheer für Alesia ein Kontingent von rund 35.000 Kriegern.